# Блекінге (ландскап)
Блекінґе (швед. Landskap Blekinge швед. вимова: [ˈblêːkɪŋɛ] ( прослухати)) — історична провінція (ландскап) у південній Швеції, в регіоні Йоталанд. Існує лише як історико-культурне визначення. Адміністративною одиницею нині є лен Блекінґе, який кордонами практично збігається з провінцією.

## Географія
Блекінґе межує на півночі зі Смоландом, а на заході зі Сконе. Зі сходу та півдня його омивають води Балтійського моря.

## Історія
Вперше у письмових джерелах Блекінґе згадується в IX ст. в описі подорожі Вульфстана, в якому вказано, що ця територія належала свеям.
Данія та Швеція вели постійну боротьбу за провінцію, що призводило до частих бойових дій. У 1564 році шведський король Ерік XIV знищив Роннебю, а через півстоліття Густав II Адольф спалив недавно заснований Крістіанопель. У 1658 році провінція за Роскілльським мирним договором відійшла до Швеції й була підпорядкована генерал-губернатору Сконе.
У 1683 році Блекінґе стало окремою провінцією. Розташування в Карлскруні в 1680 році бази військово-морського флоту призвело до економічного розвитку регіону. Заснований 1664 року Карлсхамн став значним морським і торговельним центром.

## Адміністративний поділ
Ландскап Блекінґе є традиційною провінцією Швеції. Оскільки він територіально майже цілком збігається з однойменним леном, то в адміністративному значенні має його структуру.

### Населені пункти
Міста й містечка:
1. Карлсгамн
2. Карлскруна
3. Роннебю
4. Сельвесборг
5. Улофстрем

### Комуни
1. Комуна Карлсгамн
2. Комуна Карлскруна
3. Комуна Роннебю
4. Комуна Сельвесборг
5. Комуна Улофстрем

## Символи ландскапу
- Квітка: коров'як
- Камінь: гнейс
- Риба: тріска
- Тварина: жук-олень
- Гриб: меріпілус гігантський
- Птах: повзик звичайний

## Галерея

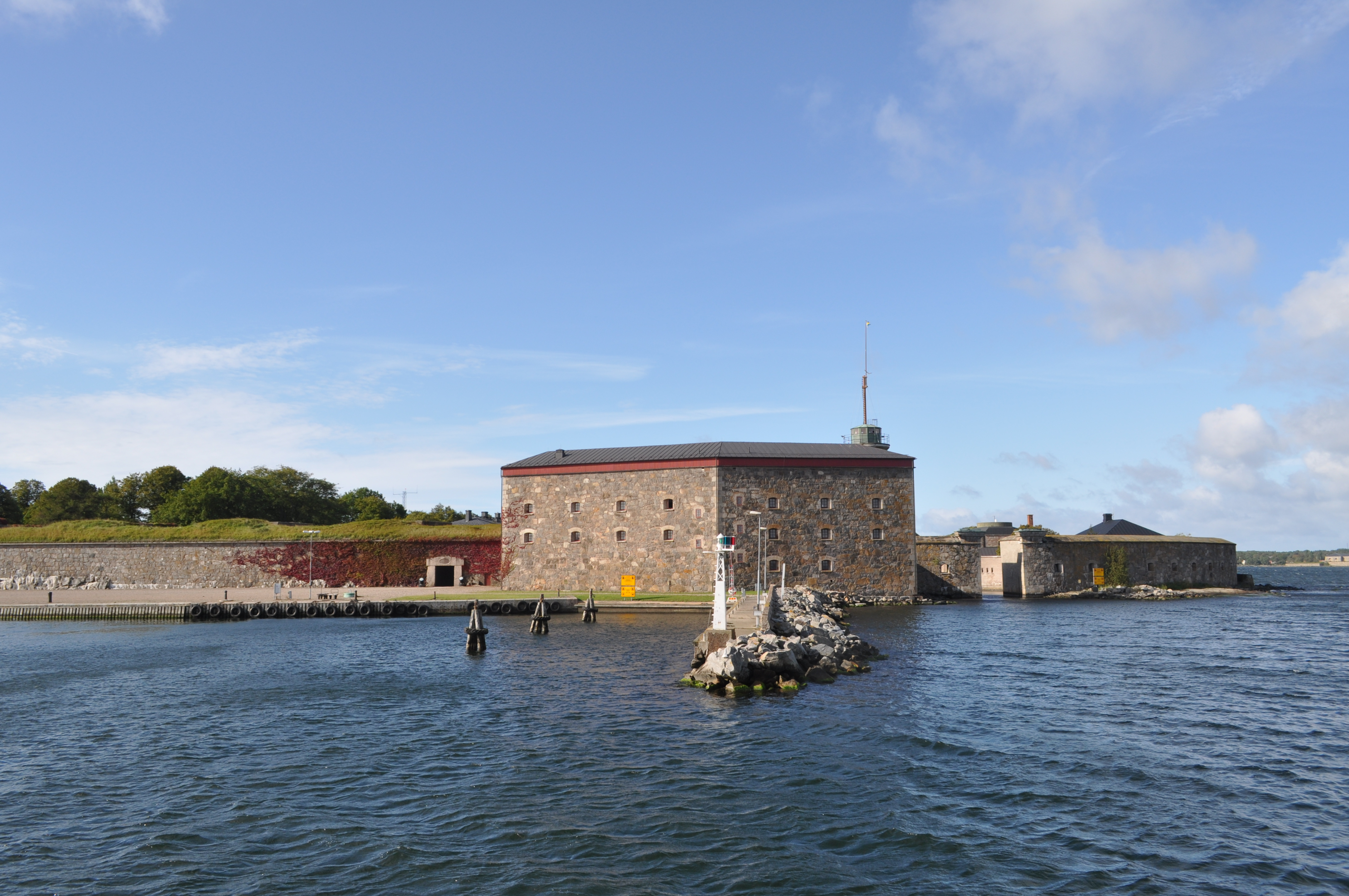
Кунгсгольмський форт
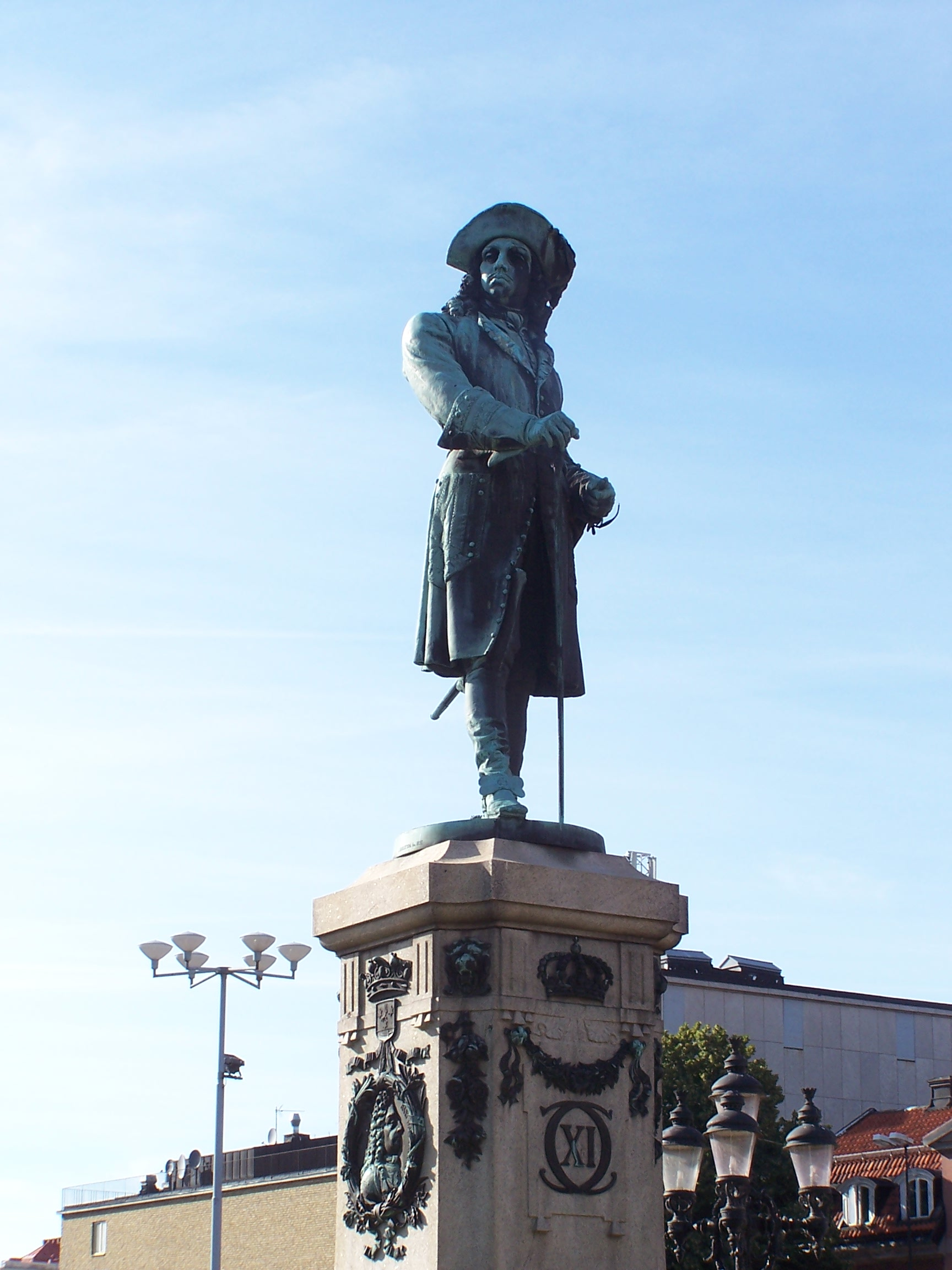
Пам'ятник Карлу ХІ в Карлскруні
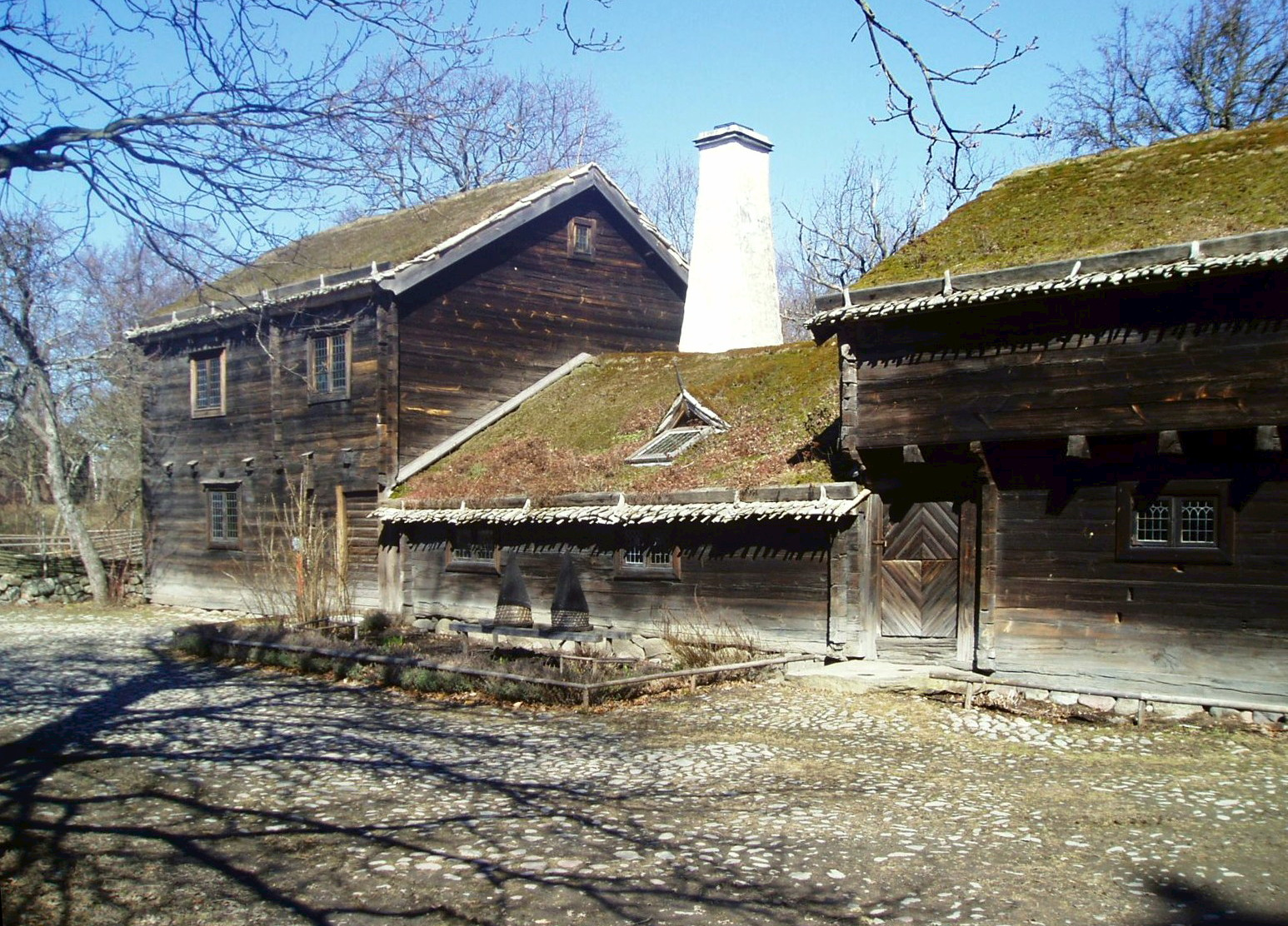
Типова селянська садиба з Блекінґе
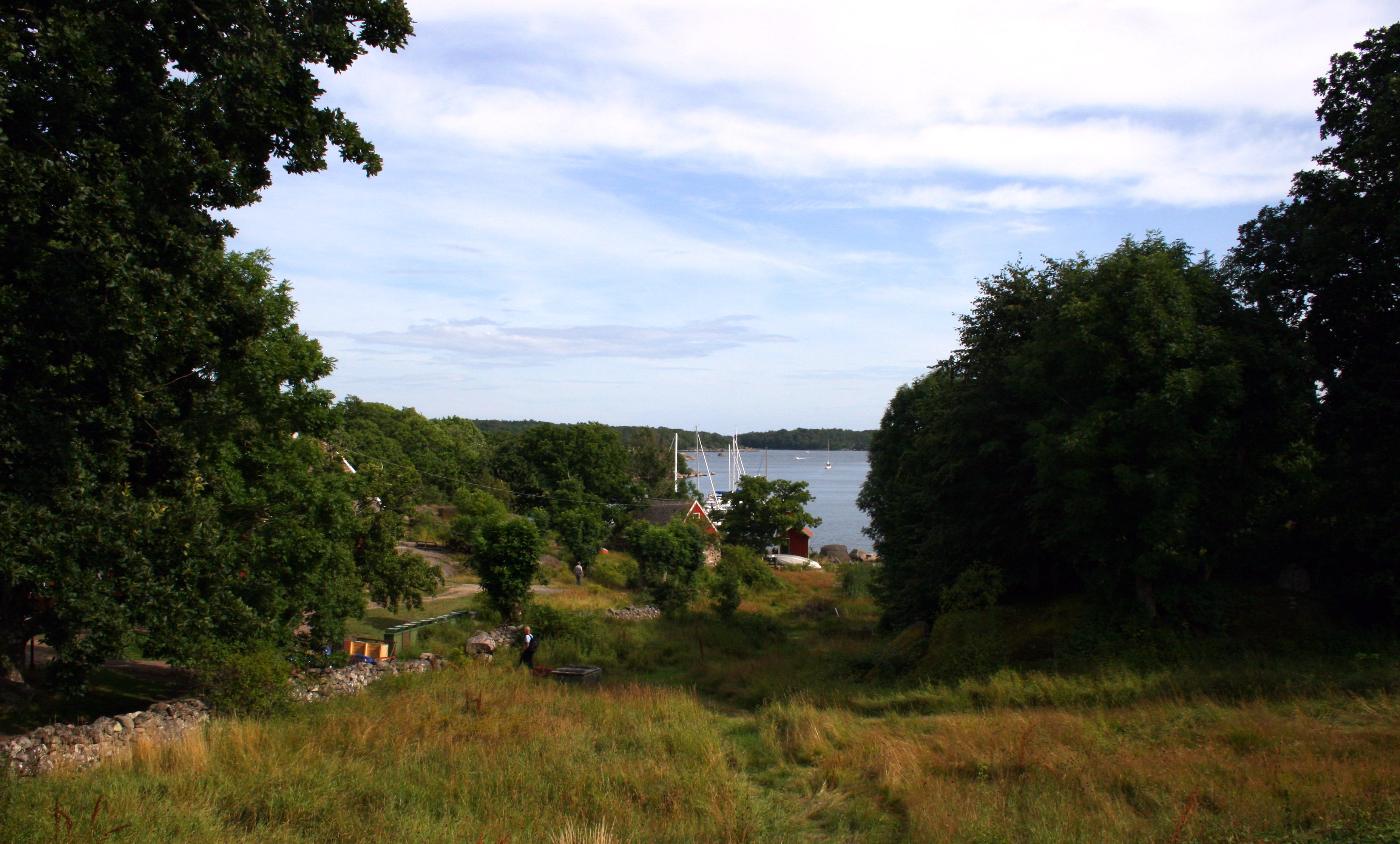
Озеро Чере
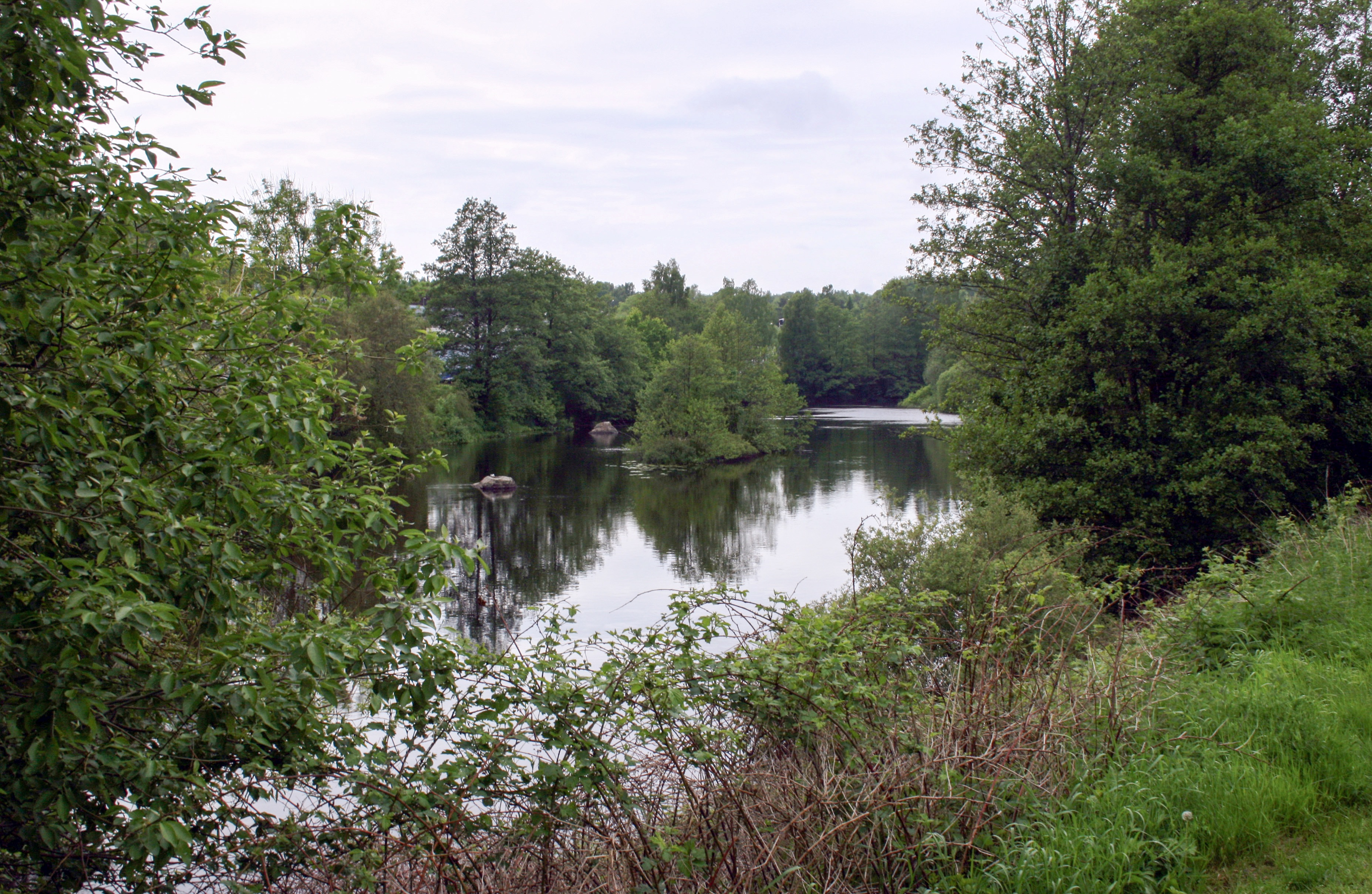
Річка Меррумсон